# جين إليزابيث كونكلين
جين إليزابيث كونكلين (بالإنجليزية: Jane Elizabeth Conklin)‏ (7 يوليو 1831، أوتيكا في الولايات المتحدة - 19 ديسمبر 1914)؛ كاتِبة، صحفية وشاعرة أمريكية.